# مشرفه
مشرفه أو المشرفه هي قرية لبنانية من قرى قضاء عاليه في محافظة جبل لبنان.

## جغرافيتها
ترتفع 950م عن سطح البحر وتبعد مسافة 30 كلم عن العاصمة بيروت، مساحتها 290 هكتار. تحدها مجدلبعنا من الشمال، الرملية من الجنوب، بدغان وشارون من الشرق.

## زراعتها
```
تشتهر بزراعة العنب والزيتون والتين والعنّاب.
```

## سكانها
عدد سكانها حوالي 2000 نسمة وهم من طائفة الموحدين الدروز ويتوزعون على أربع عائلات: الحكيم، سري الدين، عجيب والرماح. أما سياسيًا سكانها من أنصار الحزب التقدمي الإشتراكي، والحزب السوري القومي الإجتماعي، والحزب الديمقراطي اللبناني وبعض الشيوعيين.